# Anna Tęczyńska (księżna raciborska)
Anna Tęczyńska (ur. ok. 1488, zm. między 1550 a 1552) – polska szlachcianka, właścicielka Pleszewa i klucza pleszewskiego, jedna z największych posiadaczek ziemskich w Wielkopolsce w I połowie XVI wieku.

## Życiorys
Była córką podkomorzego krakowskiego i starosty malborskiego Zbigniewa z Tęczyna herbu Topór oraz Katarzyny, córki Mikołaja Cieleckiego. Miała starszego o 2 lata brata Andrzeja. Jako sześciolatka występowała w źródłach jako właścicielka Pleszewa.
W 1504 została zaręczona z księciem raciborskim Mikołajem z bocznej linii Przemyślidów (ok. 1483–1506). W posagu otrzymała Pleszew z wsiami do niego przynależnymi. Ślub odbył się zapewne na początku 1506. Małżonek umarł po kilku miesiącach. Małżeństwo było bezdzietne. Anna otrzymała tytuł księżnej wdowy. Książę raciborski Walenty, brat Mikołaja, w 1508 zrzekł się zapisów majątkowych na rzecz Anny – Pleszew z okolicznymi dobrami powrócił do niej. Samodzielnie występowała w sądach i przy obrocie nieruchomościami. Określano ją jako Panią Pleszewską lub Księżną Raciborską. Do końca życia zachowała tytuł książęcy – nawet gdy była żoną Jana Kościeleckiego (wówczas tytułowano ją również wojewodziną). Współcześnie nazywana jest Anną Pleszewską.

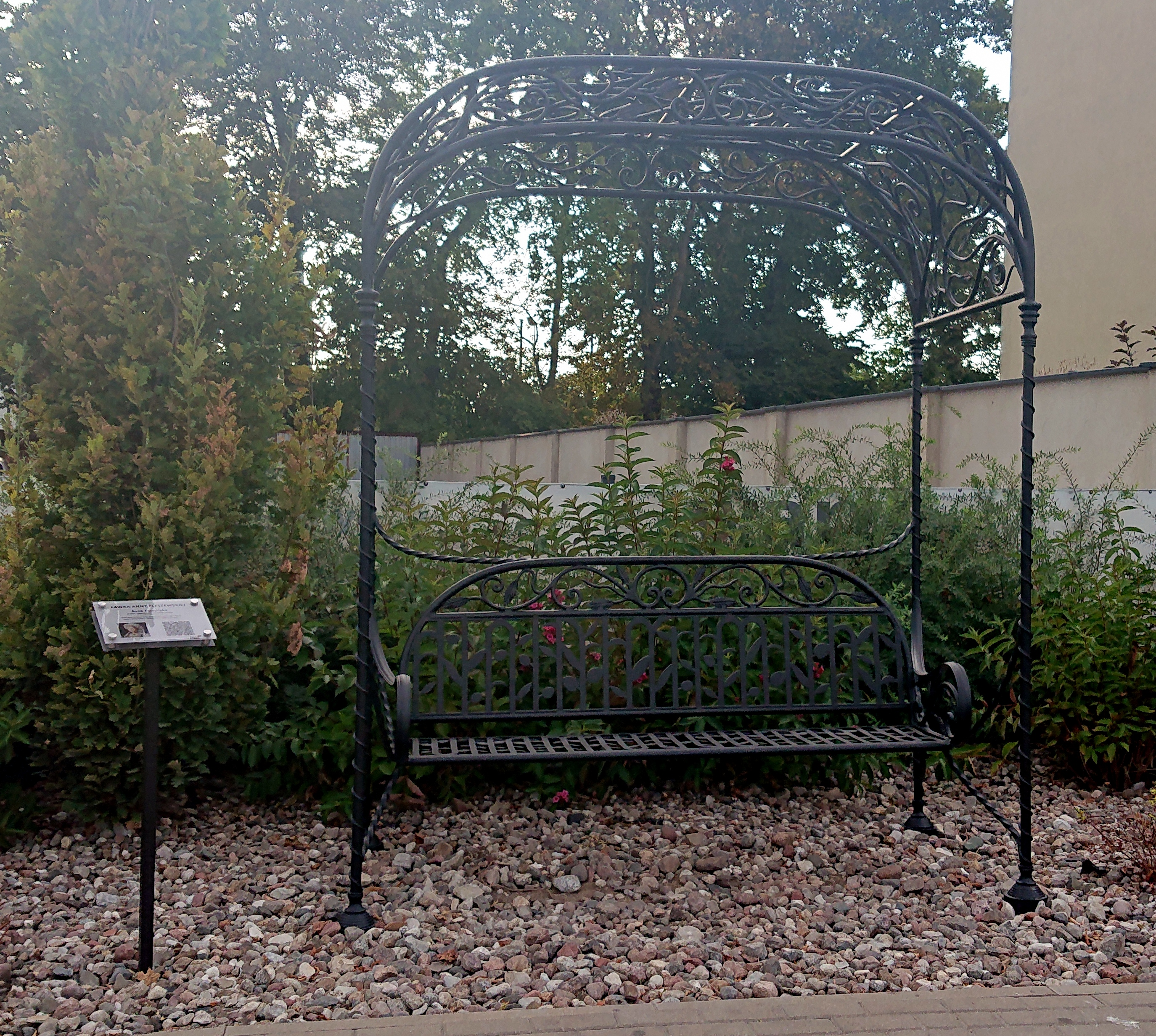
Ławka Anny Pleszewskiej

Była właścicielką 3 miast i 20 wsi. Finansowała swoją działalność, czasowo sprzedając wsie z klucza pleszewskiego (Raszków, Baranów, Piwonice, Russów, Zagórzynek, Potarzyca, Gostyczyna). W 1531 zapisała swoje dobra Janowi Kościeleckiemu, za którego wkrótce wyszła za mąż. W stosunku do 1506 majątek był większy.

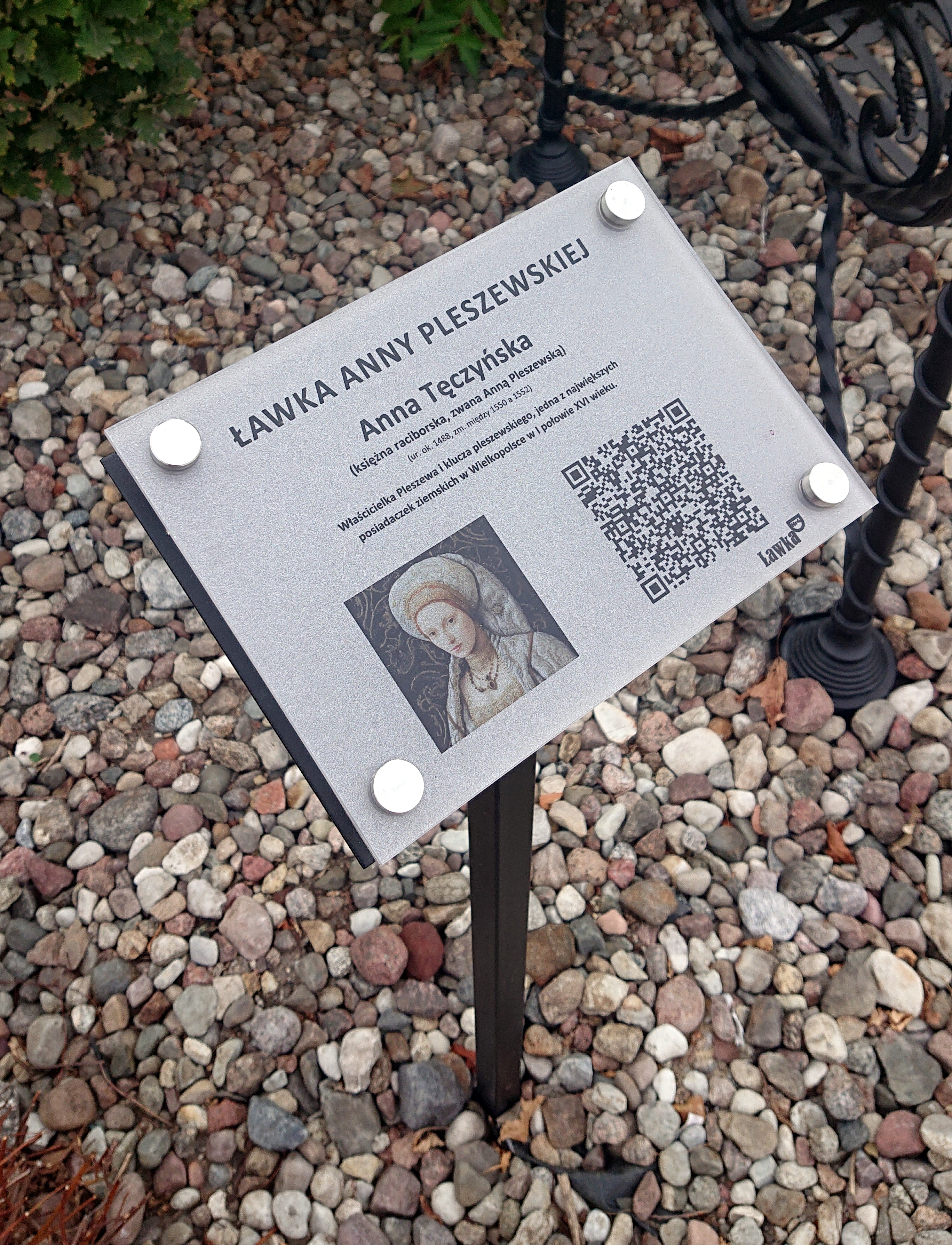
Tabliczka koło ławki z kodem QR prowadzącym do biogramu w Wikipedii oraz wizerunkiem księżnej wygenerowanym przez AI

W 1515 przy kościele parafialnym pw. Ścięcia św. Jana Chrzciciela w Pleszewie ufundowała kaplicę poświęconą św. Annie. Zapewne promowała w Pleszewie kult swojej patronki. Założyła fundusz na utrzymanie altarzysty w wysokości 3 marek. W 1518 na przedmieściach miasta ufundowała szpital św. Ducha (przytułek, kościół szpitalny i mieszkanie dla prepozyta). Księżna wyznaczyła grunty i fundusz (3 marki na ubogich oraz 2 marki dla altarzysty oraz prepozyta). Fundację zatwierdził Zygmunt Stary. Na stałe rezydowała w Pleszewie (w zamku znajdującym się w okolicach parku miejskiego, czego świadectwem jest nazwa ulicy Zamkowej) i przyczyniła się do rozwoju miasta.
Angażowała się w życie dworskie (np. uczestniczyła w ślubie Zygmunta Starego z Barbarą Zapolyą i koronacji nowej królowej).
Gdy zmarła bezpotomnie, zakończyła się linia potomków Olbrachta z Cielczy władająca Pleszewem i okolicami przez 300  lat. Prawdopodobnie pochowano ją w podziemiach kościoła farnego w Pleszewie.

## Upamiętnienie
W dniu 26 lipca 2023 Klub Kobiet Ławka nr 4 z Pleszewa upamiętniło Annę Tęczyńską za pomocą ławki w renesansowym stylu. Stoi w miejscu ufundowanego przez księżną kościoła św. Ducha. Obok ławki zamontowano tabliczkę z jej wizerunkiem wygenerowanym przez AI, krótką notką biograficzną i kodem QR prowadzącym do biogramu w Wikipedii. Ławkę ufundowała Anna Kruk-Wróblewska. Imieniny Anny zorganizowano w ramach obchodów 740-lecia Pleszewa.